# Unité des communes valdôtaines Walser
L'Unité des communes valdôtaines Walser (en allemand, Union der Aostataler Walsergemeinden) réunit 4 communes valdôtaines.
- Gaby
- Gressoney-La-Trinité
- Gressoney-Saint-Jean
- Issime

Son nom dérive du peuple Walser, dont font partie les habitants de trois des communes de l'Unité, à savoir Gressoney-Saint-Jean, Gressoney-La-Trinité et Issime.

## Activités
Le but principal est celui de favoriser le développement des communes, la préservation de l'environnement et la sauvegarde des traditions et de la culture locales, notamment la langue issue de l'alémanique supérieur.
Les directives de travail des dernières années se sont concentrées notamment sur :
- Le développement et la sauvegarde des alpages ;
- Le développement du tourisme ;
- La défense et la diffusion de la culture walser, qui menace de disparaître, par des projets régionaux et interrégionaux, concernant aussi bien la recherche que l'apprentissage scolaire.

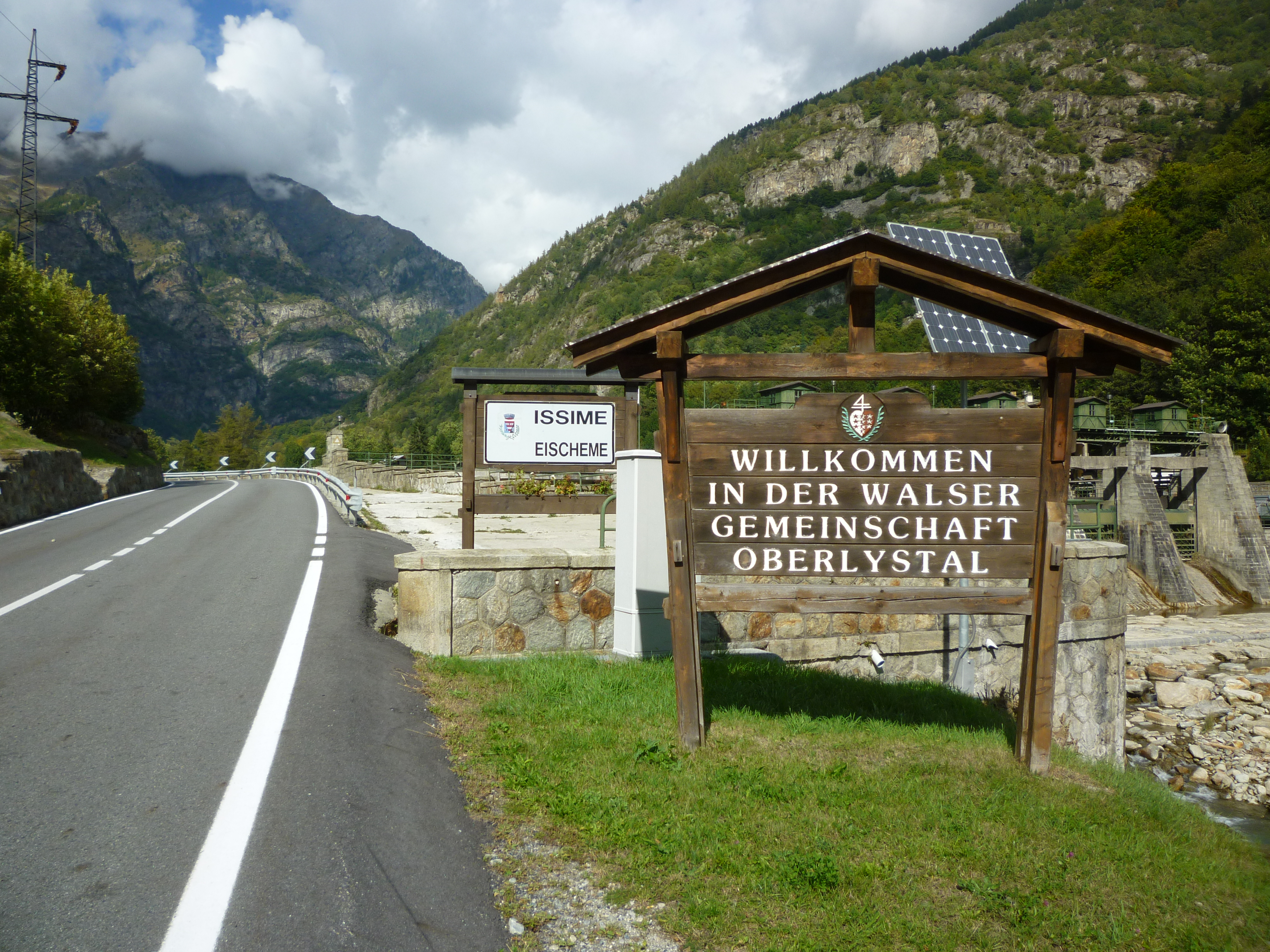
Panneau de bienvenue à l'entrée du territoire de la commune d'Issime et de la communauté Walser de la haute vallée du Lys